# Leogang
Leogang là một đô thị ở huyện Zell am See (vùng Pinzgau), bang Salzburg ở nước Áo. Đô thị này có diện tích 90,27 km², dân số năm 2001 là 3098 người. Đây là một địa điểm thể thao mùa Đông nổi tiếng.